# XVIIIe siècle en musique
| \| • Retour à la chronologie générale de la musique populaire • \| |
| XXIe siècle • XXe siècle • XIXe siècle • XVIIIe siècle XVIIe siècle • XVIe siècle • XVe siècle • XIVe siècle XIIIe siècle • XIIe siècle • XIe siècle • Xe siècle IXe siècle • VIIIe siècle • Haut Moyen Âge • Rome • Grèce |
| • Retour à la chronologie générale de la musique populaire • |

| • Retour à la chronologie générale de la musique populaire • |

| Années de la musique populaire : 1697 - 1698 - 1699 - 1700 - 1701 - 1702 - 1703    |
| Décennies de la musique populaire : 1670 - 1680 - 1690 - 1700 - 1710 - 1720 - 1730 |

## Décès
- 1782
  - 22 février : Stephen Arnoult poète, chansonnier, auteur dramatique français, mort en 1869.
- 1793
- 26 janvier : Louis Festeau, chansonnier, poète, compositeur et goguettier français, mort en 1869.
- 1798 :
- 1er novembre : : Armand Joseph Overnay, chansonnier et auteur dramatique français, mort en 1869.